# Kathryn Erbe
Kathryn Erbe (Newton, 5 juli 1965) is een Amerikaans actrice. 
Erbe is vooral bekend door haar rol als Alexandra Eames in Law & Order: Criminal Intent, een spin-off van Law & Order waar zij in 144 afleveringen speelde (2001-2011).

## Biografie
Erbe werd geboren in Newton (Massachusetts) als dochter van Elisabeth Magnarelli en Dr. Richard Erbe in een gezin van drie kinderen. Ze studeerde aan de New York-universiteit in New York waar ze in 1990 haar diploma haalde.
Erbe was van 1993 tot en met 2006 getrouwd met Terry Kinney met wie zij een dochter (1995) en een zoon (2003) heeft. 

## Filmografie

### Films
- 2025 Death of a Unicorn - als stem van Tapestry-videoverteller
- 2013 Worst Friends – als ??
- 2011 Sunny Side Up – als Cora
- 2010 3 Backyards – als vrouw van John
- 2001 Speaking of Sex – als Helen
- 2000 The Runaway – als Evelyn Carnes
- 1999 Stir of Echoes – als Maggie Witzky
- 1999 Entropy – als Evan
- 1998 Love from Ground Zero – als Alex
- 1998 Naked City: Justice with a Bullet – als Sarah Tubbs
- 1997 George Wallace – als Mrs. Folsom
- 1997 Dream with the Fishes – als Liz
- 1995 Kiss of Death – als Rosie Kilmartin
- 1995 The Addiction – als studente
- 1994 D2: The Mighty Ducks – als Michelle MacKay
- 1994 Breathing Lessons – als Fiona
- 1992 Rich in Love – als Lucille Odom
- 1991 What About Bob? – als Anna Marvin
- 1989 Runaway Dreams – als Denise Donaldson

### Televisieseries
- 2012-2013 Law & Order: Special Victims Unit – als inspectrice Alexandra Eames – 2 afl.
- 2001-2011 Law & Order: Criminal Intent – als inspectrice Alexandra Eames – 144 afl.
- 1998-2003 Oz – als Shirley Bellinger – 17 afl.
- 1997 Homicide: Life on the Street – als Rita Hale – 1 afl.
- 1989 Chicken Soup – als Patricia Reece – 12 afl.

## TheaterwerkBroadway
- 1995 A Month in the County – als Verochka
- 1991 The Speed of Darkness – als Mary
- 1990 The Grapes of Wrath – als Aggie Wainwright

- Biblioteca Nacional de España: XX1173749
- Bibliothèque nationale de France: cb14041078q (data)
- International Standard Name Identifier: 0000 0000 5932 4887
- Library of Congress Control Number: no95008150
- Nationale Bibliotheek van Tsjechië: xx0219416
- Nationale Bibliotheek van Israël: 987007430078505171
- Nationale Bibliotheek van Polen: a0000001739116
- Système universitaire de documentation: 15553694X
- Virtual International Authority File: 66666632
- WorldCat: E39PBJxmBqW7kcXt3dJcHJHBfq